# 경기병 서곡
〈경기병 서곡〉은 프란츠 폰 주페의 오페레타인 《경기병》(독일어: Leichte Kavallerie 라이히테 카팔레리[*])의 서곡이다. 1866년 빈에서 초연되었다. 오페레타 전체가 연주되거나 녹음된 경우는 거의 없으나 이 경기병 서곡 자체는 주페의 곡 중 가장 인기가 높은 작품이며 기존 오페레타 작품에서 사실상 분리되어 따로 유명해졌다. 전 세계의 많은 오케스트라가 이 곡을 연주하고 있으며, 서곡의 테마 또한 여러 음악가, 만화, 여러 미디어 매체가 인용했다.